# Maximilian Raber
Maximilian Raber (* 1992) ist ein deutscher Politiker (SPD). Seit 2022 ist er Abgeordneter im Landtag des Saarlandes.

## Leben
Maximilian Raber absolvierte ab 2016 in der Kreisverwaltung in Homburg eine Ausbildung zum Diplom-Verwaltungswirt.

## Politik
Raber erhielt 2018 einen Sitz im Stadtrat von St. Ingbert und amtiert dort seit 2019 als Fraktionsvorsitzender. Zudem ist er seit 2021 Vorsitzender der SPD in St. Ingbert. Bei der Landtagswahl im Saarland 2022 erhielt er ein Abgeordnetenmandat im Landtag des Saarlandes. Das Landtagsmandat erhielt er im Wahlkreis Neunkirchen.